# Galumna calva
Galumna calva är en kvalsterart som beskrevs av Jaroslav Stary 1997. Galumna calva ingår i släktet Galumna och familjen Galumnidae. Inga underarter finns listade i Catalogue of Life.